# Gimnastyka na Letnich Igrzyskach Olimpijskich 2012 – ćwiczenia na drążku mężczyzn
Ćwiczenia na drążku mężczyzn na Letnich Igrzyskach Olimpijskich 2012 rozegrane zostały 7 sierpnia w hali The O2.

## Terminarz
| Data            | Godzina |       |
| --------------- | ------- | ----- |
| 7 sierpnia 2012 | 15:37   | Finał |

## Wyniki

### Eliminacje
| Pozycja | Zawodnik           | Państwo           | Trudność | Wykonanie | Kary | Razem  |
| ------- | ------------------ | ----------------- | -------- | --------- | ---- | ------ |
| 1.      | Epke Zonderland    | Holandia          | 7.500    | 8.466     |      | 15.966 |
| 2.      | Zhang Chenglong    | Chiny             | 7.500    | 8.433     |      | 15.933 |
| 3.      | Danell Leyva       | Stany Zjednoczone | 7.200    | 8.666     |      | 15.866 |
| 4.      | Fabian Hambüchen   | Niemcy            | 7.000    | 8.633     |      | 15.633 |
| 5.      | Jonathan Horton    | Stany Zjednoczone | 6.800    | 8.766     |      | 15.566 |
| 6.      | Emin Garibow       | Rosja             | 7.300    | 8.266     |      | 15.566 |
| 7.      | Zou Kai            | Chiny             | 7.400    | 8.133     |      | 15.533 |
| 8.      | Kim Ji-hoon        | Korea Południowa  | 7.300    | 8.200     |      | 15.500 |
| 9.      | Kristian Thomas    | Wielka Brytania   | 6.500    | 8.866     |      | 15.366 |
| 10.     | John Orozco        | Stany Zjednoczone | 6.700    | 8.566     |      | 15.266 |
| 11.     | Sam Oldham         | Wielka Brytania   | 6.700    | 8.400     |      | 15.100 |
| 12.     | Alexander Shatilov | Izrael            | 6.300    | 8.700     |      | 15.000 |

### Finał
| Pozycja | Zawodnik         | Państwo           | Trudność | Wykonanie | Kary | Razem  |
| ------- | ---------------- | ----------------- | -------- | --------- | ---- | ------ |
| złoto   | Epke Zonderland  | Holandia          | 7.900    | 8.633     |      | 16.533 |
| srebro  | Fabian Hambüchen | Niemcy            | 7.500    | 8.900     |      | 16.400 |
| brąz    | Zou Kai          | Chiny             | 7.900    | 8.466     |      | 16.366 |
| 4.      | Zhang Chenglong  | Chiny             | 7.700    | 8.566     |      | 16.266 |
| 5.      | Danell Leyva     | Stany Zjednoczone | 7.200    | 8.633     |      | 15.833 |
| 6.      | Jonathan Horton  | Stany Zjednoczone | 6.800    | 8.666     |      | 15.466 |
| 7.      | Emin Garibow     | Rosja             | 7.100    | 8.233     |      | 15.333 |
| 8.      | Kim Ji-hoon      | Korea Południowa  | 7.100    | 8.033     |      | 15.133 |